# 27563 Staceychristen
27563 Staceychristen è un asteroide della fascia principale. Scoperto nel 2000, presenta un'orbita caratterizzata da un semiasse maggiore pari a 3,0377098 au e da un'eccentricità di 0,0539267, inclinata di 5,59797° rispetto all'eclittica.
L'asteroide è dedicato alla statunitense Stacey Christen, addetta al museo dell'Osservatorio Lowell.